# Pteris kathmanduensis
Pteris kathmanduensis là một loài dương xỉ trong họ Pteridaceae. Loài này được Fraser-Jenk. & T.G. Walker mô tả khoa học đầu tiên năm 2008.
Danh pháp khoa học của loài này chưa được làm sáng tỏ. 